# Tapacul frontargentat
El tapacul frontargentat (Scytalopus argentifrons) és una espècie d'ocell de la família dels rinocríptids (Rhinocryptidae).

## Hàbitat i distribució
Habita el sotabosc de la selva nebulosa de muntanya i espesures de bambú de les muntanyes de Costa Rica i Panamà occidental.